# 奧梅利涅 (沙齊克區)
51°27′20″N 23°53′9″E / 51.45556°N 23.88583°E
奧梅利涅（烏克蘭語：Омельне），是烏克蘭的村落，位於該國西部沃倫州，由科韋利區負責管轄，面積0.46平方公里，海拔高度166米，2001年人口244，人口密度每平方公里532.75人。